# Otmar Issing
Otmar Issing (né le 27 mars 1936 à Wurtzbourg) est un économiste allemand. Associé à l'université Johann Wolfgang Goethe de Francfort-sur-le-Main, il est, de 1990 à 1998, membre du conseil d'administration de la Deutsche Bundesbank et, de 1998 à 2006, membre du Comité exécutif de la Banque centrale européenne. Il est conseiller pour Goldman Sachs.
Il développe l'approche des « deux piliers » (two pillar) en politique monétaire, approche adoptée par la Banque centrale européenne[source insuffisante].
Il a été en 2011 lauréat du Prix Gustav-Stolper.

## Publications
En avril 2008, il publie Der Euro. Geburt, Erfolg, Zukunft, un livre traitant de l'euro, publié chez Franz Vahlen.